# Икарус Курир
Икарус Курир је југословенски ваздухоплов развијен средином 1950их година за потребе ЈРВ и аеро-клубова.

## Дизајн и развој
Развој Курира започиње средином 50их година 20. века како би се заменили дотадашњи авиони типа Рода. Развијан је од стране дизајнерског тима Бориса Цијана а израђиван је у погонима Икаруса од 1958. — 1961. Основна намена Курира била је одржавање везе, превоз рањеника те вуча летелица; но касније се изразито често користио у аеро-клубовима те су из нега изведени бројни падобрански скокови. По изгледу, Курир је висококрилац с неувлачећим (фиксним) стајним трапом. Покреће га један Lycoming клипни мотор. Унутар кабине има три седишта, за пилота и два путника. Ваздухоплов је израђен од металне конструкције и платна.
20. септембра 1958. на Дунаву је тестирана и хидро-верзија Курира који је имао пловке уместо точкова но због недостатка средстава ова верзија никада није заживела. Исте године је започета и испорука ваздухоплова ваздухопловству. Након реорганизације ЈРВ 1961. све ескадриле за везу су биле опремљене овим ваздухопловом.

## Технички опис
Авион Курир је једномоторни, лаки, вишенаменски, троседи, једнокрилни авион мешовите конструкције.
Структура трупа је решеткаста конструкција од заварених танкозидих челичних цеви, предњи део трупа тј. мотор је обложени дуралуминијумским лимом, остали део трупа и репне површине су покривене платном. Кабина са три седишта у тандем распореду (једно иза другог) и бочним вратима, имала је велике прозоре и ветробран од плексигласа што је обезбеђивало добру прегледност из кабине. Кров кабине је такође био застакљен. Испод врата је постављен степеник у виду узенгије за лакши улазак посаде и путника у авион.
Овај авион је опреман са три врсте мотора. Најзаступљенији је био клипни мотор DM-6R 116 kW који се производио у фабрици "Двадесет први мај" из Раковице по лиценца Walter Minor, са двокраком елисом Змај-66, са променљивим кораком. Од 1971. године у недостатку ових мотора уграђивали су се мотори Lycoming O-435-1  132 kW са елисом T-1 фиксног корака. Хидроверзија авиона "Курир" је била опремљена клипним мотором Lycoming G-435-C2B снаге 260 kW.
Крило је било самоносеће правоугаоног облика са заобљеним крајевима. Носећа конструкција крила је била метална са две рамењаче а облога од импрегнираног платна. Хидроверзија "Курира" у односу на обичан имала је крило подупрто једном упорницом која се ослањала на труп авиона. Крила су била опремљена крилцима и закрилцима којима се управљало помоћу сајли које су биле провучене кроз конструкцију крила. Репне површине су биле као и крило, металне конструкције пресвучене импрегнираним платном. Вертикални и хоризонтални стабилизатори су са горње стране повезани крутим упорницама.
Стајни трап је фиксни (неувлачећи) класичан са две предње независне ноге везане за труп авиона а трећи точак се налази испод репа авиона. Носећа виљушка је везана за доњи део трупа а вертикални стуб (носач) је везан за горњи део трупа, у њему се налазни уљни амортизер. Точкови стајног трапа су опремљени хидрауличним кочницама и нископритисним (балон) гумама. Репни точак је управљив.
Испод трупа авиона се налази један подвесни носач за који се може прикачити авио бомба тежине 50 kg; у основи овај носач је намењен за светлеће бомбе, контејнере за летке или материјал. Авион је био опремљен IFR инструментацијом, радио компасом и бравом за вучу једрилица.

### Варијанте
- Курир DM-6R - стандардни модел авиона Курир са мотором "Двадесет први мај" DM-6R (лиценца Walter Minor), снага мотора 116 kW.
- Курир L - модел авиона Курир са Lycoming O-435-1 мотором снаге 132 kW .
- Курир H - хидроавион Курир са Lycoming G-435-C2B мотором снаге 260 kW .

## Оперативно коришћење
Авион Икарус "Курир" се производио у земунској фабрици Икарус од 1955. до 1962. године. Укупно је произведено 166 примерака овог авиона. За потребе југословенског РВ и ПВО као замена за дотрајале авионе Fi 156 "Рода" произведено је 146 класичних авиона и 1 хидроавион. Остали авиони су направљени за Ваздухопловни савез Југославије и били су распоређени по аероклубовима.
У наоружању РВ и ПВО, "Курир" је служио од 1955. до 1972. године. Сукцесивно се овај авион додељивао и аеро клубовима Ваздухопловног савеза Југославије (ВСЈ) где се користио за вучу једрилица, тренажу пилота и бацање падобранаца. Укупно је 118 авиона "Курир" и "Курир-Л" цивилно регистровано тј. коришћено у ВСЈ. За потребе ВСЈ, ВТРЗ "Јастреб" је модификовао  18 "Курира" када су истекли ресурси моторима DM-6R у "Курир-Л" заменивши моторе  моторима Lycoming O-435-1. 

## Сачувани примерци
Три примерка авиона Икарус Курир се чувају као музејски примерци; два се чувају у депоу Музеја ваздухопловства у Београду на аеродрому "Никола Тесла", један "Курир" је са DM-6R (Walter) а други са Lycoming мотором. Нажалост ни један од ова два авиона се не налази у изложбеној поставци. Трећи Курир се чува у музеју Auto & Technik Museum, Sinsheim, у Немачкој. Обојен је и са ознакама као авион Рода за време Другог светског рата.
Неки од ових авиона се још чувају по Аеро клубовима у земљама каје су настале распадом Југославије.